# Henotesia laeta
Henotesia laeta är en fjärilsart som beskrevs av Charles Oberthür 1916. Henotesia laeta ingår i släktet Henotesia och familjen praktfjärilar. Inga underarter finns listade i Catalogue of Life.